# Проєкт «Король»
Проєкт «Король» (нім. Das Königsprojekt) — науково-фантастичний роман німецького письменника Карла Амері, виданий в 1974 році. Книга була першою з чотирьох науково-фантастичних романів, написаних Амері.

## Передумови
Роман Амері, поставлений переважно в Римі та стосується Ватикану, відображає його виховання з боку баварського католика, який навчався в Католицькому університеті Америки.

## Сюжет
Ватикан отримав володіння машиною часу від Леонардо да Вінчі після смерті винахідника. Вибрані члени Швейцарської гвардії Папи вирушають вчасно, щоб змінити історію на користь католицької церкви. Все це контролюється дуже невеликою групою чиновників церкви і без спеціальних знань поточного Папи.
Ватикан дізнається, що важливих історичних подій не можна запобігти, лише їх деталі можуть бути змінені. Наприклад, Реформація не може бути скасована, але деталі навколо нього можуть бути змінені: Мартін Лютер не може бути вбитий перед публікацією дев'яносто п'яти тез, однак невдала спроба відвідування його життя агентом, що подорожує в часі, інтерпретується Лютером як відвідування диявола.
У 1688 р. "Progetto Reale" (Королівський проєкт) проводиться чоловіками, відповідальними за департамент. Метою проєкту є відновлення католицтва в Англії шляхом відновлення династії Стюардів. Католицька Церква сприймає Стюартів як занадто слабкі для своїх цілей, а натомість вибирає баварську династію Віттельсбахаів як альтернативу. З метою легалізації претензії на британський престол, член швейцарської гвардії Арнольд Фюсллі, який вирушає для обміну Скунського каменя на підробку. Поки ця місія досягає успіху, камінь відкладають на те, що пізніше стає резервуаром і втрачається для справи.
Головний актив Церкви, її вірний солдат Швейцарської гвардії Франц Дефендеролл, проте, вирішив піти в пустелю і зустрітися з собою в майбутньому.
Зрештою, машина часу знищується.
У фіналі книги бунтівні баварсько-шотландські війська жертвують собою у водоймі, намагаючись відновити камінь.

## Переклади
- Чеською мовою, Jan Hlavička, назва: Královský projekt, Ivo Železný - 1997[2]